# Amt Bordesholm
Das Amt Bordesholm ist ein Amt im Kreis Rendsburg-Eckernförde in Schleswig-Holstein mit Verwaltungssitz in Bordesholm.

## Amtsangehörige Gemeinden
- Bissee
- Bordesholm
- Brügge
- Grevenkrug
- Groß Buchwald
- Hoffeld
- Loop
- Mühbrook
- Negenharrie
- Reesdorf
- Schmalstede
- Schönbek
- Sören
- Wattenbek

## Geschichte
Nach der Auflösung des Klosters Bordesholm im Jahre 1566 im Zuge der Reformation entstand aus den dazugehörigen Gebieten das weltliche Amt Bordesholm im Besitz der Gottorfer Herzöge. 1773 wurde das Gebiet mit dem Vertrag von Zarskoje Selo an den König von Dänemark übertragen und das Amt wurde als königliches Amt Bordesholm fortgeführt. Das Amt bestand 1855 aus den Kirchdörfern Bordesholm, Brügge und Großen Flintbek, 25 weiteren Dörfern und vier Erbpachtsbezirken. Hinzu kam die Vogtei Sachsenbande. Das Amt hatte damit 8821 Einwohner, wovon 268 auf die Vogtei Sachsenbande entfielen. Das Amt wurde in dänischer Zeit durch einen Amtmann mit Sitz in Bordesholm verwaltet, der in Personalunion auch das Amt Kiel und das Amt Cronshagen verwaltete. Die Ämter waren damals Eingangsgerichte und Verwaltungsinstanzen, die Trennung der Rechtsprechung von der Verwaltung war noch nicht eingeführt.
Durch die preußische Verwaltungsreform 1867 wurde das Amt aufgelöst und durch den neuen Kreis Kiel mit Sitz in Bordesholm ersetzt. Die Gerichtsfunktion ging dabei auf das Amtsgericht Bordesholm über. Dieser Kreis wurde später wieder aufgelöst, aus einem seiner 18 Amtsbezirke entstand das heutige Amt.
1947 umfasste das Amt als Amt Bordesholm-Land die acht Gemeinden Grevenkrug, Hoffeld, Loop, Mühbrook, Schmalstede, Schönbek, Sören und Wattenbek.
Mit der Kreis- und Ämterreform von 1970 wurde das Amt Brügge des Kreises Plön aufgelöst. Am 1. Juni 1970 traten die fünf Gemeinden Bissee, Brügge, Groß Buchwald, Negenharrie und Reesdorf dem Amt Bordesholm-Land bei. Die übrigen drei Gemeinden Böhnhusen, Schönhorst und Techelsdorf schlossen sich dem Amt Flintbek an.
Seit dem 1. Juli 2007 bilden die Gemeinden des bisherigen Amtes Bordesholm-Land und die Gemeinde Bordesholm das Amt Bordesholm.

## Wappen
Blasonierung: „In Silber ein rotes Bordesholmer Bauernhaus (Giebelseite), begleitet links und rechts von je einem grünen Lindenblatt. Im blauen Wellenschildfuß ein silbernes aufgeschlagenes Buch.“